# Kevin Still
Kevin Still, né le 19 août 1960 à Eureka (Californie), est un rameur d'aviron américain. 

## Carrière
Kevin Still participe aux Jeux olympiques de 1984 à Los Angeles et remporte la médaille de bronze avec le deux barré américain composé de Robert Espeseth et Doug Herland.